# Lijst van nummer 1-hits in Frankrijk in 1998
Deze hits stonden in 1998 op nummer 1 in de SNEP Single Top 50 en vanaf 7 maart in de SNEP Single Top 100, de bekendste hitlijst in Frankrijk.
| Datum        | Artiest                              | Titel                           |
| ------------ | ------------------------------------ | ------------------------------- |
| 3 januari    | Andrea Bocelli & Hélène Ségara       | Vivo per lei (je vis pour elle) |
| 10 januari   | Andrea Bocelli & Hélène Ségara       | Vivo per lei (je vis pour elle) |
| 17 januari   | Andrea Bocelli & Hélène Ségara       | Vivo per lei (je vis pour elle) |
| 24 januari   | Andrea Bocelli & Hélène Ségara       | Vivo per lei (je vis pour elle) |
| 31 januari   | Andrea Bocelli & Hélène Ségara       | Vivo per lei (je vis pour elle) |
| 7 februari   | Céline Dion                          | The reason                      |
| 14 februari  | Céline Dion                          | The reason                      |
| 21 februari  | Céline Dion                          | The reason                      |
| 28 februari  | Céline Dion                          | The reason                      |
| 7 maart      | Céline Dion                          | The reason                      |
| 14 maart     | Céline Dion                          | The reason                      |
| 21 maart     | Céline Dion                          | The reason                      |
| 28 maart     | Céline Dion                          | My heart will go on             |
| 4 april      | Céline Dion                          | My heart will go on             |
| 11 april     | Céline Dion                          | My heart will go on             |
| 18 april     | Céline Dion                          | My heart will go on             |
| 25 april     | Céline Dion                          | My heart will go on             |
| 2 mei        | Céline Dion                          | My heart will go on             |
| 9 mei        | Ricky Martin                         | La copa de la vida              |
| 16 mei       | Ricky Martin                         | La copa de la vida              |
| 23 mei       | Ricky Martin                         | La copa de la vida              |
| 30 mei       | Ricky Martin                         | La copa de la vida              |
| 6 juni       | Ricky Martin                         | La copa de la vida              |
| 13 juni      | Ricky Martin                         | La copa de la vida              |
| 20 juni      | Manau                                | La tribu de Dana                |
| 27 juni      | Manau                                | La tribu de Dana                |
| 4 juli       | Manau                                | La tribu de Dana                |
| 11 juli      | Manau                                | La tribu de Dana                |
| 18 juli      | Manau                                | La tribu de Dana                |
| 25 juli      | Manau                                | La tribu de Dana                |
| 1 augustus   | Manau                                | La tribu de Dana                |
| 8 augustus   | Manau                                | La tribu de Dana                |
| 15 augustus  | Manau                                | La tribu de Dana                |
| 22 augustus  | Manau                                | La tribu de Dana                |
| 29 augustus  | Manau                                | La tribu de Dana                |
| 5 september  | Manau                                | La tribu de Dana                |
| 12 september | Daniel Lavoie, Patrick Fiori & Garou | Belle                           |
| 19 september | Daniel Lavoie, Patrick Fiori & Garou | Belle                           |
| 26 september | Daniel Lavoie, Patrick Fiori & Garou | Belle                           |
| 3 oktober    | Daniel Lavoie, Patrick Fiori & Garou | Belle                           |
| 10 oktober   | Daniel Lavoie, Patrick Fiori & Garou | Belle                           |
| 17 oktober   | Daniel Lavoie, Patrick Fiori & Garou | Belle                           |
| 24 oktober   | Daniel Lavoie, Patrick Fiori & Garou | Belle                           |
| 31 oktober   | Daniel Lavoie, Patrick Fiori & Garou | Belle                           |
| 7 november   | Daniel Lavoie, Patrick Fiori & Garou | Belle                           |
| 14 november  | Daniel Lavoie, Patrick Fiori & Garou | Belle                           |
| 21 november  | Daniel Lavoie, Patrick Fiori & Garou | Belle                           |
| 28 november  | Daniel Lavoie, Patrick Fiori & Garou | Belle                           |
| 5 december   | Daniel Lavoie, Patrick Fiori & Garou | Belle                           |
| 12 december  | Daniel Lavoie, Patrick Fiori & Garou | Belle                           |
| 19 december  | Daniel Lavoie, Patrick Fiori & Garou | Belle                           |
| 26 december  | Daniel Lavoie, Patrick Fiori & Garou | Belle                           |